# Antoni Łaszkiewicz

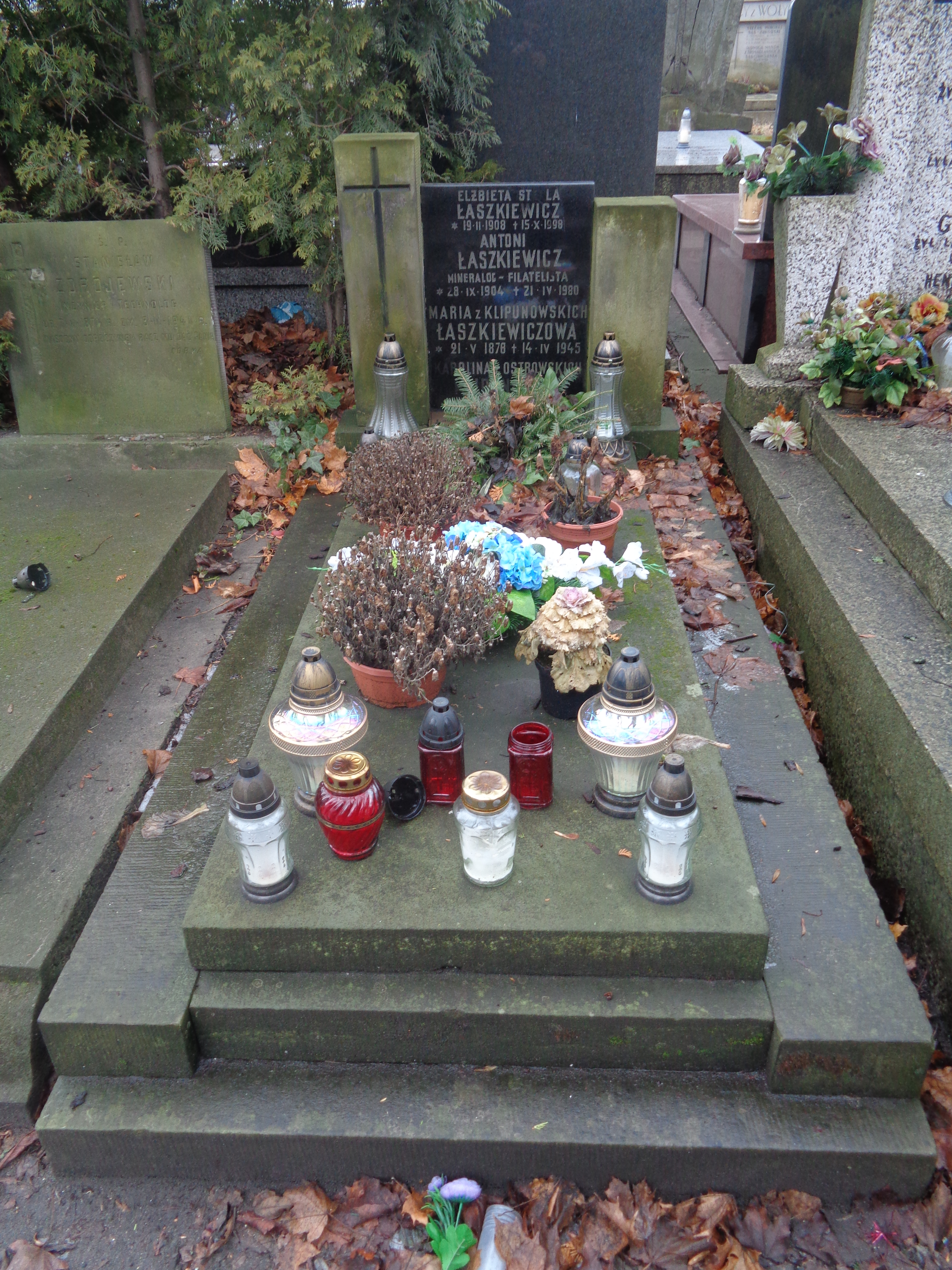
Grób Antoniego Łaszkiewicza na cmentarzu Powązkowskim w Warszawie

Antoni Łaszkiewicz (ur. 20 września 1904 w Zakatale, zm. 21 kwietnia 1980 w Warszawie) – polski mineralog, doktor filozofii w zakresie mineralogii, doktor habilitowany w zakresie krystalografii.

## Młodość
Był synem Franciszka Łaszkiewicza, pracującego w sądzie i Marii z domu Klipunowskiej.
Dzieciństwo i lata młodzieńcze spędził w Gruzji, w miejscowości Gori, a później w Żytomierzu na Wołyniu. Od 1920 wraz z matką mieszkał w Warszawie.
Po zdanej maturze w 1922 rozpoczął studia krystalografii, mineralogii i petrografii na Wydziale Filozoficznym Uniwersytetu Warszawskiego. Studiował pod kierunkiem Stanisława Józefa Thugutta i Tadeusza Jerzego Wojny.
Na utrzymanie swoje i matki zarabiał korepetycjami i dorywczą pracą. W 1923 Antoni Łaszkiewicz podjął pracę w Szkole Głównej Gospodarstwa Wiejskiego, początkowo jako demonstrator, następnie jako młodszy asystent. Od 1925 był również asystentem w Zakładzie Mineralogii i Petrografii Uniwersytetu Warszawskiego u prof. Thugutta, a potem prof. Z. Weyberga. W latach 1926–1928 wykładał tam mineralogię na kursach prowizorskich dla farmaceutów.
Studia ukończył 1 lutego 1929 w stopniu doktora filozofii na podstawie rozprawy Studia mineralogiczne, po czym podjął pracę na Wszechnicy Jagiellońskiej pod kierownictwem prof. Stefana Kreutza.
W 1931 jako stypendysta Funduszu Kultury Narodowej uczył się goniometrii refleksyjnej kryształów u prof. Victora Goldschmidta w Heidelbergu oraz u prof. Paula Niggliego w Zurychu. Następnie wrócił na Uniwersytet Warszawski, gdzie kontynuował działalność dydaktyczną.
Habilitował się w 1931 w zakresie krystalografii na Wolnej Wszechnicy Polskiej, a rok później na Uniwersytecie Warszawskim. Tutaj do wybuchu II wojny światowej wykładał krystalografię i mineralogię dla studentów chemii, geologii i farmacji. Zajmował się badaniami morfologicznymi minerałów. Był autorem podręczników akademickich do krystalografii i mineralogii oraz przewodnika do ćwiczeń z optyki kryształów.

## Podczas okupacji niemieckiej
Zmobilizowany w sierpniu 1939 Antoni Łaszkiewicz uczestniczył w stopniu podporucznika w kampanii wrześniowej w grupie Narew, z którą wycofywał się na Polesie. Po zakończeniu działań wojennych znalazł się w Wilnie, gdzie na Uniwersytecie wykładał krystalografię (do likwidacji uczelni w dniu 15.12.1939). Następnie pracował w Komitecie Pomocy Uchodźcom i w Zarządzie Dróg Litwy, jako inżynier-gruntoznawca przy budowie drogi Kowno-Wilno.
Po zajęciu Wilna w 1941 przez Niemców, powrócił do Warszawy. Był wykładowcą na tajnych kompletach uniwersyteckich i politechnicznych. W konspiracji działał pod pseudonimem Szymański, m.in. w Urzędzie Śledczym Państwowego Korpusu Bezpieczeństwa (PKB) m.st. Warszawy. Jako żołnierz Armii Krajowej walczył w Powstaniu Warszawskim. Potem przeszedł obóz w Pruszkowie, skąd przedostał się do Krakowa, gdzie kontynuował swoją działalność w tajnym nauczaniu na kursach uniwersyteckich.

## Na Uniwersytecie Warszawskim
Po wyzwoleniu Krakowa Antoni Łaszkiewicz wrócił do Warszawy i w lutym 1945 podjął pracę w odradzającym się Uniwersytecie, początkowo na stanowisku zastępcy profesora, a od czerwca 1946 – profesora nadzwyczajnego i jednocześnie kierownika Zakładu Mineralogii i Petrografii. Miał też powierzoną funkcję dyrektora Studium Wstępnego dla młodzieży zapóźnionej w nauce. Wykłady krystalografii i mineralogii prowadził do roku 1949. W latach 1947 i 1948 organizował wycieczki geologiczne w Sudety dla studentów mineralogii.
W latach 1945–1949 był członkiem Państwowej Rady Ochrony Przyrody.
W 1949 został aresztowany i do 1955 Antoni Łaszkiewicz przebywał w więzieniu, gdzie był represjonowany przez peerelowską bezpiekę wskutek zarzucanej mu działalności konspiracyjnej. W końcu 1956, w okresie odwilży, po ponownym rozpatrzeniu sprawy został uniewinniony i zrehabilitowany.

## W Państwowym Instytucie Geologicznym
W listopadzie 1955, po wyjściu z więzienia, wobec zaistniałych w międzyczasie zmian organizacyjnych na Uniwersytecie, prof. Łaszkiewicz nie miał już możliwości powrotu na swoje uprzednie stanowisko. Został zatrudniony w Instytucie Geologicznym w Warszawie na stanowisku samodzielnego pracownika nauki.
W 1956 został kierownikiem Zakładu Petrografii i Geochemii. W 1961 Zakład ten został przemianowany na Zakład Mineralogii i Petrografii. Na stanowisku kierownika tego Zakładu pozostał do lipca 1972. W czerwcu 1964 został mianowany profesorem zwyczajnym. Od 1965 do 1970 pracował jednocześnie na drugim etacie w Muzeum Ziemi PAN, na stanowisku kierownika działu mineralogii i petrografii.
Opublikował ponad 140 prac z dziedziny mineralogii regionalnej Polski. Wskazywał w nich na zależność pokroju kryształów od warunków środowiska ich wzrostu. Badając kryształy kwarcu różnego pochodzenia udowodnił m.in., że pokrój dwupiramidalny tego minerału nie może być kryterium jego krystalizacji wysokotemperaturowej, gdyż taki właśnie pokrój może też wykształcać kwarc niskotemperaturowy.
Dużą pozycję prof. Łaszkiewicza stanowią prace o genezie i ewolucji skał solnych, łącznie z metodyką ich badań, oraz skały i minerały krystalicznego podłoża Niżu Polskiego. Poza minerałami badał on morfologię i strukturę niektórych syntetycznych związków organicznych dla potrzeb farmacji. Opublikował również szereg artykułów poświęconych popularyzacji nauki, historii nauki, muzealnictwa i recenzji wydawnictw.
Był promotorem 10 przewodów doktorskich, recenzentem 34 rozpraw doktorskich i 15 dysertacji habilitacyjnych. Opiniował 14 wniosków do tytułu profesora nadzwyczajnego i 4 do tytułu profesora zwyczajnego.
Był członkiem Rady Naukowej Instytutu oraz członkiem założycielem i wiceprezesem Polskiego Towarzystwa Mineralogicznego oraz członkiem Polskiego Towarzystwa Geologicznego.
Przeszedł na emeryturę w sierpniu 1972. Pochowany na cmentarzu Powązkowskim (kwatera 331-1-22).

## Hobby
Osobną domeną działalności Profesora była filatelistyka, którą zajmował się od roku 1926. W latach 1928–1930 był prezesem Polskiego Towarzystwa Filatelistycznego w Warszawie. Najbardziej interesował się znaczkami polskimi. Był autorem ponad 170 publikacji o tematyce filatelistycznej, a także autorem i współautorem monografii Polskie Znaki Pocztowe. Był uznanym ekspertem międzynarodowym, posiadaczem krajowych i międzynarodowych odznaczeń filatelistycznych.

## Odznaczenia
- Złoty Krzyż Zasługi
- Krzyż Kawalerski Orderu Odrodzenia Polski (1966)
- Srebrna odznaka honorowa „Za Zasługi dla Warszawy” (1965)
- Złota Odznaka Honorowa TPPR (1968)
- Medal im. Karola Bohdanowicza (1972)
- Medal 30-lecia Polski Ludowej (1974)
- Odznaka „Za zasługi dla Kielecczyzny” (1975)
- Medal Komisji Edukacji Narodowej
- Krzyż Walecznych za udział w Powstaniu Warszawskim.
- W 1967 Zaqatala, miasto, gdzie się urodził, nadało Mu obywatelstwo honorowe.

## Wybrane publikacje
- Łaszkiewicz A., 1928, Badania krystalograficzne syngenitu z Kałusza, Arch. Miner. Tow. Nauk. Warsz., 3, p. 61-68, Warszawa.
- Łaszkiewicz A., 1928, Morfologia azurytów łysogórskich, Arch. Miner. Tow. Nauk. Warsz., 3, p. 129-158, Warszawa.
- Łaszkiewicz A., 1929, Blödyt z Kałusza, Arch. Miner. Tow. Nauk. Warsz., 5, p. 70-94, Warszawa.
- Łaszkiewicz A., 1930, Własności krystalograficzne jednochlorooctanów kadmu i kobaltu, Arch. Miner. Tow. Nauk. Warsz., 6, p. 119-133, Warszawa.
- Łaszkiewicz A., 1931, Morfologia cerusytów polskich, Arch. Miner. Tow. Nauk. Warsz., 7, p. 147-212, Warszawa.
- Łaszkiewicz A., 1958, Minerały solne Inowrocławia, Kwart. Geol., t. 2, nr 2, p. 239-247, Warszawa.
- Łaszkiewicz A., 1960, Skały i minerały krystalicznego podłoża Niżu Polskiego, Kwart. Geol., t. 4, p. 819-826, Warszawa.
- Łaszkiewicz A., 1967, Minerały i skały solne, Pr. Muz. Ziemi, nr 11, p. 101-188, Warszawa.
- Łaszkiewicz A., 1972, Z dziejów poznania krystaliniku Wołynia, Stud. Mater. z Dziejów Nauki Pol., Ser. C, z. 17, p. 61-75.